# 楚州 (江蘇省)
楚州（そしゅう）は、中国にかつて存在した州。隋代から南宋にかけて、現在の江蘇省淮安市一帯に設置された。

## 概要
南朝梁により設置された北兗州を前身とする。東魏により北兗州は淮州と改称された。北周のとき、寿張県に淮州の州治が置かれた。581年（開皇元年）、隋が建国されると、淮州は楚州と改称された。592年（開皇12年）、楚州の州治は山陽県に移された。605年（大業元年）に楚州は廃止され、管轄県は揚州に移管された。
621年（武徳4年）、唐が臧君相を降伏させると、江都郡山陽県に東楚州が置かれ、山陽・塩城・安宜の3県を管轄した。625年（武徳8年）、西楚州の廃止にともない、東楚州は楚州と改称された。742年（天宝元年）、楚州は淮陰郡と改称された。758年（乾元元年）、淮陰郡は楚州の称にもどされた。楚州は淮南道に属し、山陽・淮陰・塩城・宝応・盱眙の5県を管轄した。
宋のとき、楚州は淮南東路に属し、山陽・淮陰・塩城・宝応の4県を管轄した。1228年（紹定元年）、南宋により山陽県に淮安軍が置かれた。1234年（端平元年）、楚州は淮安州と改称された。